# المرأة في شعري وفي حياتي
المرأة في شعري وفي حياتي، أحد الكتب النثرية من مؤلفات الشاعر العربي السوري نزار قباني، صدرت في عام 1975، عن منشورات نزار قباني في بيروت، لبنان.